# Kavče červenozobé
Kavče červenozobé (Pyrrhocorax pyrrhocorax) je pěvec z čeledi krkavcovitých. Přirozeně se vyskytuje na území Eurafrasie. Společně s kavčetem žlutozobým tvoří rod kavče (Pyrrhocorax).

## Popis

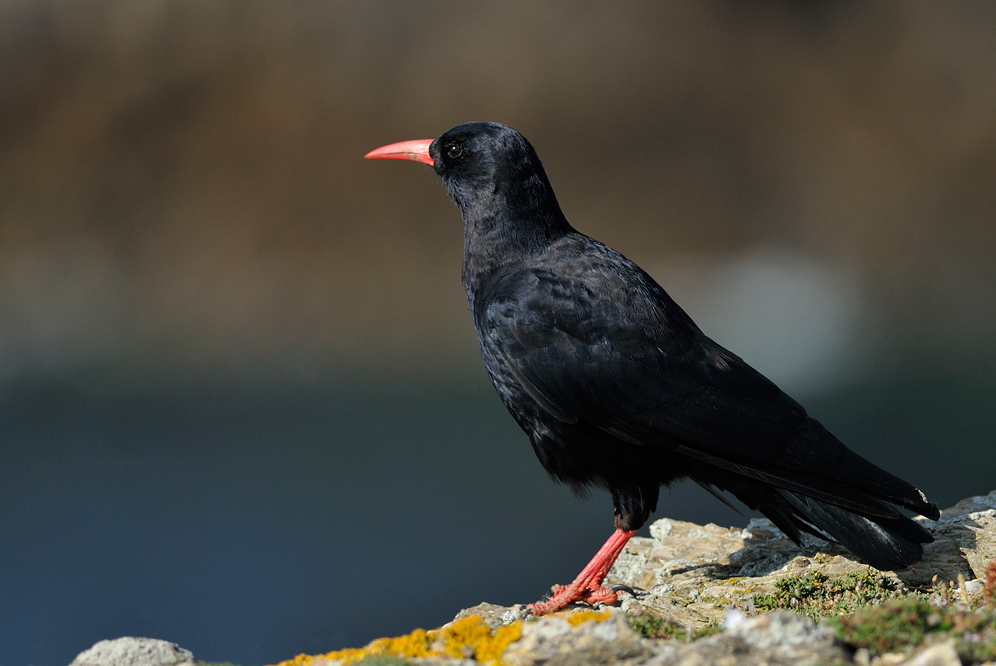
Kavče červenozobé na útesu

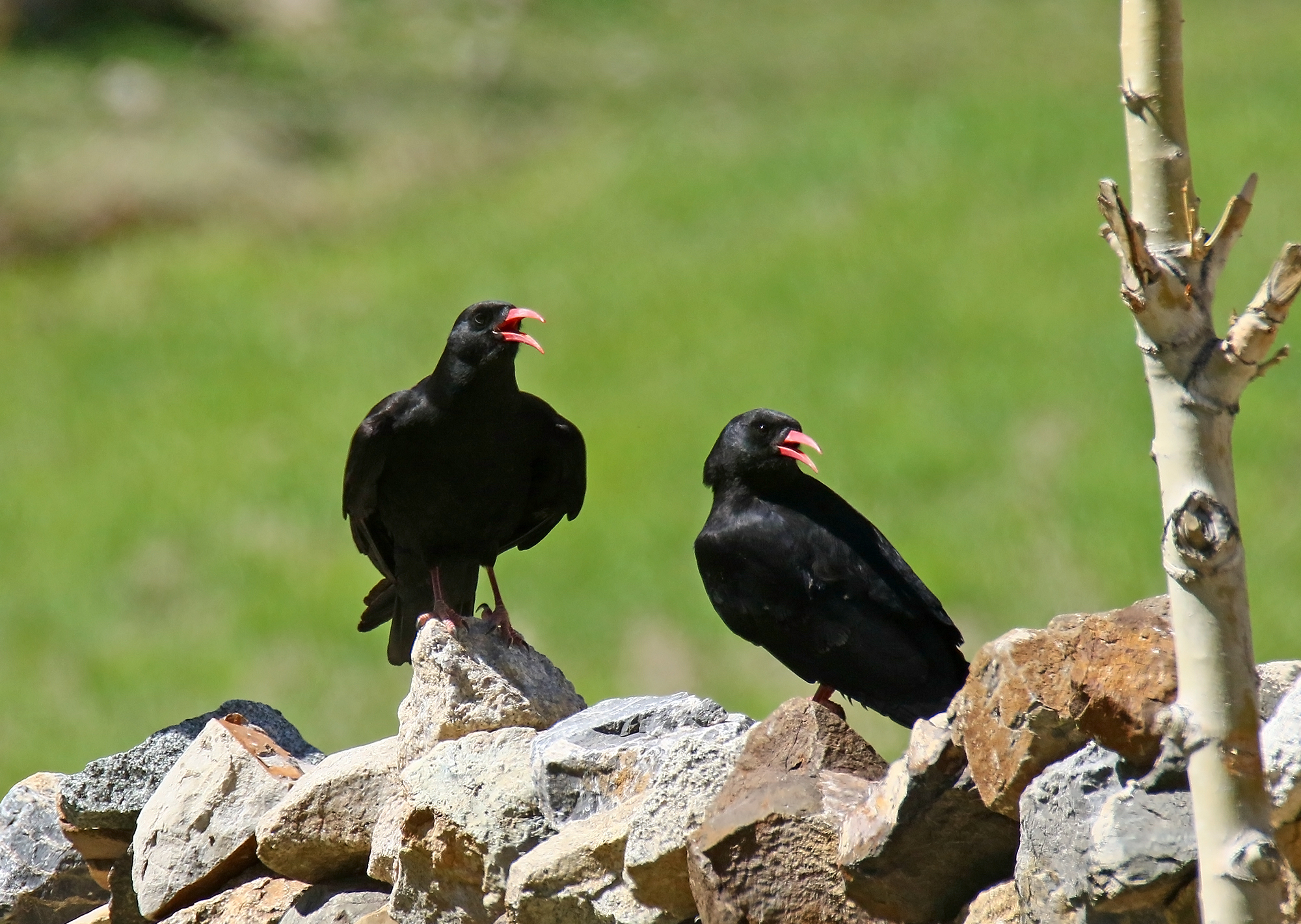
Pár kavčat červenozobých

Dospělý jedinec kavčete červenozobého dosahuje výšky přibližně čtyřiceti centimetrů, váží asi 310 gramů a jeho rozpětí křídel dosahuje délky 79 až 90 cm. Opeření je celé černé a smaragdově lesklé. Dospělé kavče má sytě červený zahnutý zobák a červené běháky, díky čemuž je jen těžko zaměnitelné s ostatními druhy krkavcovitých. Mladí jedinci mají oranžové zobáky a na první podzim světle růžové běháky.

## Rozšíření

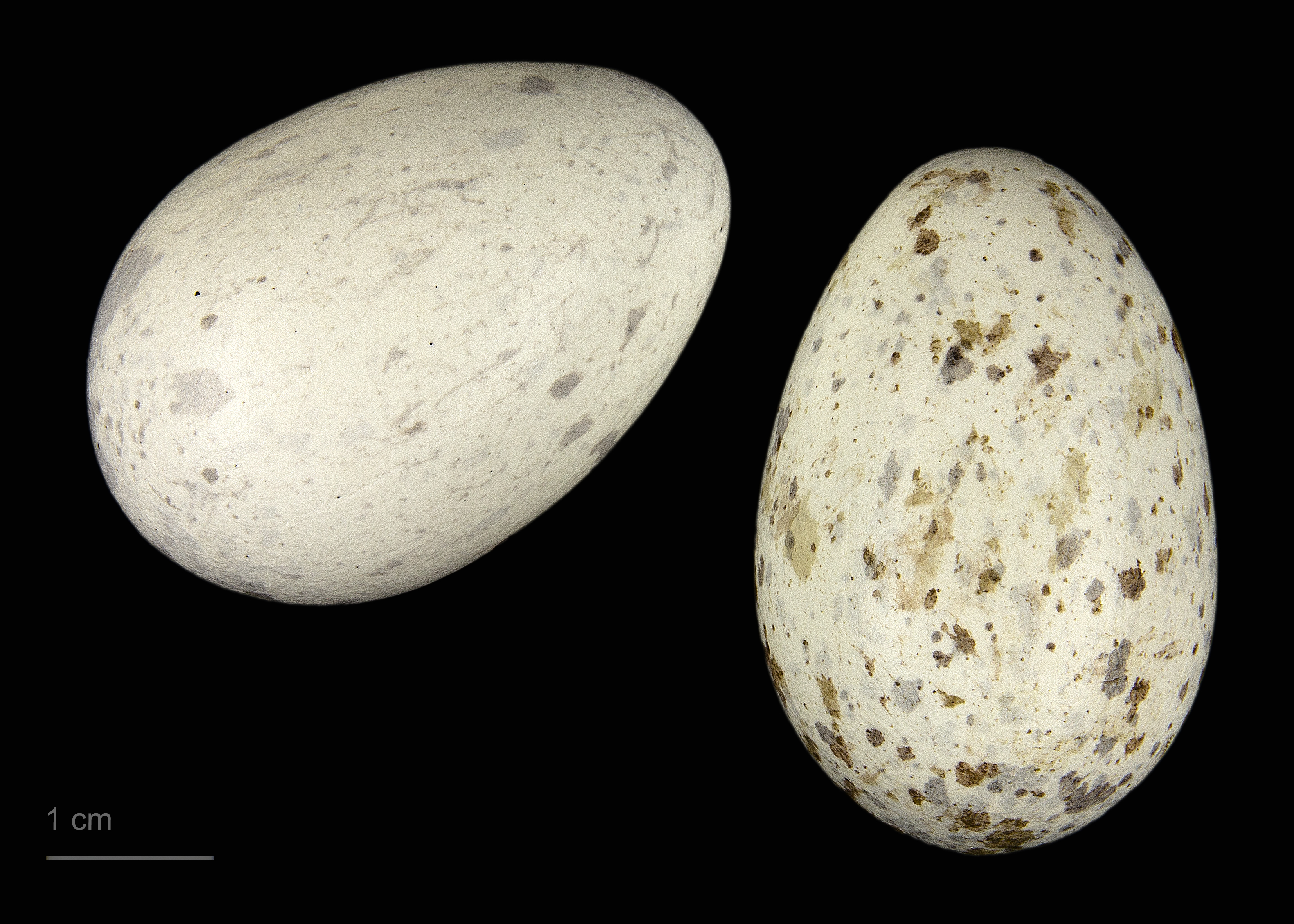
Pyrrhocorax pyrrhocorax

Kavče červenozobé se vyskytuje v jižní a západní Evropě (Irsko, západní Británie, ostrov Man, Španělsko, Alpy), v hornatých oblastech střední Asie, Blízkého východu, Indie a Číny, v pohoří Atlas a na dvou místech v Etiopské vysočině.
Nejčastěji žije ve vyšších polohách na horách v nadmořské výšce přibližně dva až tři tisíce metrů nad mořem. V létě dosahuje až do výšky šesti tisíců metrů, nejvýše byl výskyt kavčete červenozobého zaznamenán na hoře Mount Everest ve výšce 7 950 m n. m. Kavče se rovněž vyskytuje na pobřežních útesech a loukách, tam se ovšem jeho populace snižuje.
V Česku se tento druh nevyskytuje a ani zde nikdy nebyl pozorován.

## Poddruhy
Existuje celkem osm poddruhů kavčete červenozobého, které se od sebe liší zejména areálem rozšíření, vzhledové rozdíly jsou mezi nimi pouze minimální.
- Pyrrhocorax pyrrhocorax baileyi – Etiopie
- Pyrrhocorax pyrrhocorax barbarus – Severní Afrika a Kanárské ostrovy
- Pyrrhocorax pyrrhocorax brachypus – střední a severní Čína, Mongolsko a jižní Sibiř
- Pyrrhocorax pyrrhocorax centralis – Střední Asie
- Pyrrhocorax pyrrhocorax docilis – území od Řecka k Afghánistánu
- Pyrrhocorax pyrrhocorax erythropthalmus – Jižní Evropa kromě Řecka
- Pyrrhocorax pyrrhocorax himalayanus – Himálaj v západní Číně
- Pyrrhocorax pyrrhocorax pyrrhocorax – nominální poddruh, Velká Británie a Irsko